# Robert Cecil Beavan
El capitán Robert Cecil Beavan (1841-3 de febrero de 1870), miembro correspondiente de la Sociedad Zoológica de Londres, sirvió en la India con el Cuerpo de Estado Mayor de Bengala durante 10 años. Durante su corta vida, recolectó especímenes de aves y huevos en varios lugares. Contribuyó con notas a la revista Ibis, así como a las Actas de la Sociedad Zoológica de Londres. También colaboró con Allan Octavian Hume. Su colección de huevos y aves entró en el Museo de Historia Natural a través de las colecciones Tweeddale y Godman-Salvin.
En 1864 Beavan trabajó en Barrackpore y el invierno de ese año lo pasó en el distrito de Maunbhoom, un área estudiada anteriormente por Samuel Tickell y Edward Blyth. Sus notas sobre este período se publicaron en The Ibis (1865) titulado "Notas sobre varias aves indias". Mientras aún estaba en servicio, recopiló en las islas Andaman y, con información adicional del coronel Robert Christopher Tytler, escribió "La avifauna de las islas Andaman" en el Ibis en 1867.
Beavan fue enviado a casa una vez a Gran Bretaña debido a su mala salud, y en su segundo viaje de ese tipo, murió en el mar.
La especie Pyrrhula erythaca, recolectada por primera vez por él, a veces se llama Camachuelo de Beavan (también llamado Camachuelo de cabeza gris).
Su hermano, Reginald, teniente de la 22.ª infantería nativa de Punjab (Cuerpo de Estado Mayor de Bengala donde fue teniente el 1 de enero de 1862, capitán el 4 de mayo de 1872, mayor el 4 de mayo de 1880), era un entusiasta cazador deportivo y se interesó por los peces.

## Publicaciones
Las principales publicaciones de Beavan son una serie de notas en el Ibis entre 1865 y 1868. Entre ellas se incluyen muchas notas del coronel RC Tytler.
- Ibis, 1865, págs. 400–423
- XVIII. La avifauna de las islas Andaman. Ibis 9 (3): 314-334
- XXVI. Notas sobre varias aves indias. Ibis 9 (4): 430-455 (1867)
- VIII. Notas sobre varias aves indias. Ibis 10 (1): 73-85 (1868)
- XIII. Notas sobre varias aves indias. Ibis 10 (2): 165-181
- XXXI. Notas sobre varias aves indias. Ibis 10 (4): 370-406 (dirección South Penge Park, 18 de julio de 1868)
- XXXVII. Notas adicionales sobre varias aves indias. Ibis 11 (4): 403-426
- (Accipitres) PZS 1868, págs. 390–402.

Reginald parece haber comunicado algunos de los artículos de Robert a Proceedings of the Zoological Society después de su muerte. El Manual de los peces de agua dulce de la India, se publicó póstumamente en 1877 y se atribuye al "Capitán R. Beavan, Bengal Staff Corps CMZS".
- Descripciones de dos especies de peces ciprinoides imperfectamente conocidas del Punjab, India. Por el teniente. Reginald Beavan, FRGS, Departamento de Encuestas de Ingresos de la India. PSZL, páginas 150-153, 1872.[nota 1]
- Se leyó una comunicación del Capitán R. Beavan, Cuerpo de Estado Mayor de Bengala, CMZS, que contiene una lista de los peces que se encuentran en el río Nerbudda, distrito de Minar de la India. PZSL, pág. 685, 1873.[nota 2]

#### Libros
- Obituario. Ibis 1870: 301-302
- Warr, FE 1996. Manuscritos y dibujos en las bibliotecas de ornitología y Rothschild del Museo de Historia Natural de Tring. BOC.
- Mearns, B y R. Mearns. 2002. Los coleccionistas de aves. A & C Negro. págs. 196–7